# Coppa della Divisione 2018-2019
La Coppa della Divisione 2018-2019 è stata la 2ª edizione della competizione. Ha preso avvio l'8 settembre con l'anticipo del turno preliminare tra Altamarca e Atesina e si è conclusa il 27 gennaio 2019. Alla Coppa della Divisione sono iscritte d'ufficio tutte le squadre partecipanti ai campionati di Serie A, Serie A2 e Serie B.

## Regolamento
In seguito all'allargamento della Serie A2, per allineare la manifestazione a 128 squadre è stato introdotto un turno preliminare, da disputarsi il 15 settembre 2018. Le modalità di svolgimento della Coppa della Divisione saranno specificate nel regolamento della manifestazione che sarà reso noto con comunicato ufficiale di successiva pubblicazione. Essendo l'intera competizione articolata in gare uniche a eliminazione diretta, la Divisione ha stilato preventivamente una graduatoria delle teste di serie: la società che risulterà avere il peggior posizionamento disputerà la gara in casa.

## Turno preliminare
Eccetto Arcobaleno Ispica, Futsal Askl, Futsal Futbol Cagliari, Guardia Perticara e Sporting Juvenia, le altre formazioni promosse o ammesse dai campionati regionali, nonché le ripescate, si contendono in gara unica gli ultimi sedici posti disponibili nel tabellone principale. Gli incontri si sono disputati tra l'8 e il 15 settembre 2018.
| Squadra 1             | Risultato   | Squadra 2          |
| --------------------- | ----------- | ------------------ |
| Avis Isola            | 2 - 5       | Savigliano         |
| Sedico                | 3 - 5       | Pordenone          |
| Altamarca             | 3 - 1       | Atesina            |
| Athletic Chiavari     | 6 - 5       | Pavia              |
| Pro Patria San Felice | 3 - 6       | Imolese            |
| Elba '97              | 5 - 10      | Mattagnanese       |
| Vis Gubbio            | 4 - 2       | Foligno            |
| United Aprilia        | 2 - 7       | Italpol Roma       |
| Aemme Savio           | 5 - 4       | Fortitudo Pomezia  |
| Real Dem              | 5 - 6 (dts) | Città di Chieti    |
| Junior Domitia        | 4 - 5       | Real San Giuseppe  |
| Diaz Bisceglie        | 6 - 3       | Aquile Molfetta    |
| Real Team Matera      | 3 - 5       | Futura Matera      |
| Traforo               | 5 - 3       | Città di Bisignano |
| Mascalucia Futsal     | 0 - 6       | Polistena          |
| Akragas               | 3 - 4       | Mabbonath          |

## Primo turno
Il primo turno prevede otto abbinamenti per ogni girone da disputarsi in gara unica. Per ogni girone si qualificano al turno successivo le otto squadre vincenti gli abbinamenti per complessive 64 squadre. Gli incontri si sono disputati tra il 22 settembre e il 3 ottobre 2018.

### Girone 1
| Squadra 1         | Risultato | Squadra 2      |
| ----------------- | --------- | -------------- |
| Videoton Crema    | 2 - 10    | CAME Dosson    |
| Lecco             | 4 - 3     | Saints Pagnano |
| Fossano           | 3 - 0     | Carmagnola     |
| Savigliano        | 0 - 8     | Città di Asti  |
| Athletic Chiavari | 0 - 16    | CDM Genova     |
| Aosta             | 1 - 3     | L84            |
| Bergamo           | 4 - 9     | Real Cornaredo |
| Domus Bresso      | 2 - 6     | Milano         |

### Girone 2
| Squadra 1       | Risultato | Squadra 2       |
| --------------- | --------- | --------------- |
| Altamarca       | 0 - 5     | Arzignano       |
| Pordenone       | 5 - 3     | Maccan Prata    |
| Belluno         | 1 - 4     | Bubi Merano     |
| Vicinalis       | 0 - 2     | Petrarca        |
| Cornedo         | 4 - 8     | Carrè Chiuppano |
| Vicenza         | 2 - 6     | Mantova         |
| Fenice          | 3 - 2     | Villorba        |
| Città di Mestre | 0 - 6     | Italservice     |

### Girone 3
| Squadra 1      | Risultato   | Squadra 2        |
| -------------- | ----------- | ---------------- |
| Mattagnanese   | 3 - 8       | Atlante Grosseto |
| Sangiovannese  | 1 - 6       | Pistoia          |
| Montecalvoli   | 6 - 2       | Poggibonsese     |
| Città di Massa | 5 - 2       | Prato            |
| Sant'Agata     | 6 - 9       | OR Reggio Emilia |
| Imolese        | 6 - 0       | Bagnolo          |
| Faventia       | 8 - 9 (dtr) | TS Cesena        |
| Eta Beta       | 2 - 6       | Real Rieti       |

### Girone 4
| Squadra 1       | Risultato   | Squadra 2         |
| --------------- | ----------- | ----------------- |
| Askl            | 2 - 10      | Acqua e Sapone    |
| Città di Chieti | 1 - 6       | Tombesi           |
| CUS Ancona      | 2 - 3       | Cobà              |
| Corinaldo       | 4 - 5       | Porto San Giorgio |
| Mirafin         | 6 - 5 (dts) | Virtus Aniene 3Z  |
| Gadtch 2000     | 5 - 6 (dtr) | Roma              |
| Vis Gubbio      | 3 - 2       | Buldog Lucrezia   |
| Active Network  | 0 - 6       | Lazio             |

### Girone 5
| Squadra 1         | Risultato | Squadra 2           |
| ----------------- | --------- | ------------------- |
| Forte Colleferro  | 0 - 5     | Latina              |
| Sporting Juvenia  | 2 - 4     | Olimpus Roma        |
| Aemme Savio       | 0 - 5     | Ciampino Anni Nuovi |
| Atletico New Team | 2 - 5     | Cioli AV            |
| Roma Futsal       | 3 - 11    | Lido di Ostia       |
| Italpol Roma      | 2 - 3     | Leonardo            |
| Club San Paolo    | 4 - 9     | Ossi                |
| FFC Cagliari      | 0 - 5     | Sestu               |

### Girone 6
| Squadra 1        | Risultato   | Squadra 2         |
| ---------------- | ----------- | ----------------- |
| CUS Molise       | 0 - 6       | Civitella         |
| Manfredonia      | 4 - 3       | Chaminade         |
| Canosa           | 2 - 3 (dts) | Bisceglie         |
| Giovinazzo       | 0 - 4       | Salinis           |
| Capurso          | 2 - 6       | Sammichele        |
| Ruvo             | 2 - 5       | Atletico Cassano  |
| Volare Polignano | 5 - 4 (dtr) | Virtus Rutigliano |
| Diaz Bisceglie   | 3 - 1       | Barletta          |

### Girone 7
| Squadra 1         | Risultato   | Squadra 2     |
| ----------------- | ----------- | ------------- |
| Parete            | 2 - 13      | Napoli        |
| Napoli            | 6 - 4       | Marigliano    |
| Altamura          | 6 - 4 (dtr) | New Taranto   |
| Lausdomini        | 2 - 5       | Sandro Abate  |
| Futura Matera     | 1 - 5       | C.M.B.        |
| Guardia Perticara | 5 - 10      | Bernalda      |
| Real San Giuseppe | 11 - 1      | Or.Sa. Aliano |
| Alma Salerno      | 1 - 8       | Feldi Eboli   |

### Girone 8
| Squadra 1         | Risultato   | Squadra 2           |
| ----------------- | ----------- | ------------------- |
| Polistena         | 0 - 6       | Meta Catania        |
| Catania Librino   | 8 - 2       | Polisportiva Futura |
| Cataforio         | 5 - 4 (dts) | Paola               |
| Traforo           | 4 - 3 (dts) | Real Rogit          |
| Real Parco        | 4 - 5       | Real Cefalù         |
| Arcobaleno Ispica | 2 - 6       | Regalbuto           |
| Mascalucia        | 4 - 5 (dts) | Assoporto Melilli   |
| Mabbonath         | 1 - 5       | Maritime            |

## Secondo turno
Il secondo turno prevede abbinamenti in gara unica: per ciascun girone, si qualificano al turno successivo le quattro squadre vincenti per complessive 32 squadre. Il secondo turno, in programma il 17 ottobre 2018, è stato inaugurato il 9 ottobre da Olimpus-Latina e si è concluso il 23 ottobre con Tombesi-Acqua&Sapone e Assoporto Melilli-Maritime.

### Girone 1
| Squadra 1      | Risultato   | Squadra 2     |
| -------------- | ----------- | ------------- |
| Lecco          | 2 - 8       | CAME Dosson   |
| Fossano        | 4 - 5 (dts) | Città di Asti |
| CDM Genova     | 2 - 5       | L84           |
| Real Cornaredo | 1 - 4       | Milano        |

### Girone 2
| Squadra 1 | Risultato | Squadra 2       |
| --------- | --------- | --------------- |
| Pordenone | 4 - 6     | Arzignano       |
| Petrarca  | 4 - 1     | Bubi Merano     |
| Mantova   | 5 - 3     | Carrè Chiuppano |
| Fenice    | 1 - 3     | Italservice     |

### Girone 3
| Squadra 1      | Risultato | Squadra 2        |
| -------------- | --------- | ---------------- |
| Pistoia        | 4 - 3     | Atlante Grosseto |
| Città di Massa | 3 - 2     | Montecalvoli     |
| Imolese        | 9 - 5     | OR Reggio Emilia |
| TS Cesena      | 0 - 5     | Real Rieti       |

### Girone 4
| Squadra 1  | Risultato | Squadra 2         |
| ---------- | --------- | ----------------- |
| Tombesi    | 4 - 5     | Acqua e Sapone    |
| Cobà       | 3 - 1     | Porto San Giorgio |
| Mirafin    | 5 - 3     | Roma              |
| Vis Gubbio | 4 - 7     | Lazio             |

### Girone 5
| Squadra 1    | Risultato | Squadra 2           |
| ------------ | --------- | ------------------- |
| Olimpus Roma | 3 - 2     | Latina              |
| Cioli AV     | 6 - 3     | Ciampino Anni Nuovi |
| Leonardo     | 2 - 4     | Lido di Ostia       |
| Ossi         | 11 - 0    | Sestu               |

### Girone 6
| Squadra 1        | Risultato   | Squadra 2        |
| ---------------- | ----------- | ---------------- |
| Manfredonia      | 4 - 5 (dts) | Civitella        |
| Bisceglie        | 1 - 4       | Salinis          |
| Atletico Cassano | 4 - 5       | Sammichele       |
| Diaz Bisceglie   | 1 - 3       | Volare Polignano |

### Girone 7
| Squadra 1         | Risultato | Squadra 2    |
| ----------------- | --------- | ------------ |
| Napoli            | 0 - 6     | Napoli       |
| Altamura          | 1 - 5     | Sandro Abate |
| Bernalda          | 3 - 10    | C.M.B.       |
| Real San Giuseppe | 0 - 5     | Feldi Eboli  |

### Girone 8
| Squadra 1         | Risultato   | Squadra 2    |
| ----------------- | ----------- | ------------ |
| Catania Librino   | 3 - 8       | Meta Catania |
| Traforo           | 2 - 3 (dts) | Cataforio    |
| Regalbuto         | 5 - 3 (dts) | Real Cefalù  |
| Assoporto Melilli | 3 - 8       | Maritime     |

## Terzo turno
Il terzo turno prevede abbinamenti in gara unica. Per ciascun girone si qualificano al turno successivo le due squadre vincenti per complessive 16 squadre. Gli incontri si sono disputati tra il 31 ottobre e il 14 novembre 2018.

### Girone 1
| Squadra 1     | Risultato | Squadra 2   |
| ------------- | --------- | ----------- |
| Città di Asti | 3 - 5     | CAME Dosson |
| L84           | 4 - 2     | Milano      |

### Girone 2
| Squadra 1 | Risultato | Squadra 2   |
| --------- | --------- | ----------- |
| Petrarca  | 4 - 3     | Arzignano   |
| Mantova   | 1 - 5     | Italservice |

### Girone 3
| Squadra 1      | Risultato       | Squadra 2  |
| -------------- | --------------- | ---------- |
| Città di Massa | 5 - 5 (2-1 dtr) | Pistoia    |
| Imolese        | 1 - 3           | Real Rieti |

### Girone 4
| Squadra 1 | Risultato | Squadra 2      |
| --------- | --------- | -------------- |
| Cobà      | 1 - 3     | Acqua e Sapone |
| Mirafin   | 4 - 5     | Lazio          |

### Girone 5
| Squadra 1 | Risultato | Squadra 2     |
| --------- | --------- | ------------- |
| Cioli AV  | 4 - 1     | Olimpus Roma  |
| Ossi      | 1 - 12    | Lido di Ostia |

### Girone 6
| Squadra 1        | Risultato       | Squadra 2  |
| ---------------- | --------------- | ---------- |
| Salinis          | 6 - 6 (4-5 dtr) | Civitella  |
| Volare Polignano | 0 - 3           | Sammichele |

### Girone 7
| Squadra 1    | Risultato   | Squadra 2   |
| ------------ | ----------- | ----------- |
| Sandro Abate | 8 - 3       | Napoli      |
| C.M.B.       | 6 - 8 (dts) | Feldi Eboli |

### Girone 8
| Squadra 1 | Risultato   | Squadra 2    |
| --------- | ----------- | ------------ |
| Cataforio | 3 - 7       | Meta Catania |
| Regalbuto | 4 - 6 (dts) | Maritime     |

## Ottavi di finale
Gli incontri prevedono un abbinamento per ogni girone da disputarsi in gara unica il 17 novembre 2018. Si qualificano al turno successivo le vincenti degli abbinamenti per complessive otto squadre. Meta-Maritime e Lazio-Acqua&Sapone sono state posticipate rispettivamente al 19 e al 27 novembre 2018.
| Squadra 1      | Risultato       | Squadra 2      |
| -------------- | --------------- | -------------- |
| L84            | 3 - 7           | CAME Dosson    |
| Petrarca       | 0 - 5           | Italservice    |
| Città di Massa | 2 - 7           | Real Rieti     |
| Lazio          | 1 - 8           | Acqua e Sapone |
| Lido di Ostia  | 3 - 2           | Cioli AV       |
| Sammichele     | 10 - 7 (dts)    | Civitella      |
| Sandro Abate   | 8 - 2           | Feldi Eboli    |
| Meta Catania   | 3 - 3 (3-1 dtr) | Maritime       |

## Quarti di finale
Gli incontri si sono disputati in gara unica il 1º dicembre 2018 e l'8 gennaio 2019. La composizione degli accoppiamenti è stata definita tramite sorteggio; le quattro squadre vincenti accedono alla fase finale.
| Squadra 1      | Risultato | Squadra 2    |
| -------------- | --------- | ------------ |
| Acqua e Sapone | 3 - 5     | Real Rieti   |
| CAME Dosson    | 5 - 2     | Meta Catania |
| Sandro Abate   | 2 - 3     | Italservice  |
| Lido di Ostia  | 9 - 1     | Sammichele   |

## Fase finale
La final four si è svolta il 26 e il 27 gennaio 2019 presso il PalaCampanara di Pesaro. Gli accoppiamenti sono stati determinati tramite sorteggio.

### Tabellone
|  | Semifinali | Semifinali    | Semifinali |             |                  | Finale | Finale | Finale |  |
|  |            |               |            |             |                  |        |        |        |  |
|  |            | CAME Dosson   | 1          |             |                  |        |        |        |  |
|  |            | CAME Dosson   | 1          |             |                  |        |        |        |  |
|  |            | Real Rieti    | 3          |             |                  |        |        |        |  |
|  |            | Real Rieti    | 3          |             | Real Rieti (dcr) | 3(3)   |        |        |  |
|  |            |               |            |             | Real Rieti (dcr) | 3(3)   |        |        |  |
|  |            |               |            | Italservice | 3(2)             |        |        |        |  |
|  |            | Italservice   | 7          | Italservice | 3(2)             |        |        |        |  |
|  |            |               |            |             |                  |        |        |        |  |
|  |            | Lido di Ostia | 0          |             |                  |        |        |        |  |

### Semifinali
| Arbitri: | Francesco Scarpelli (Padova) Stefano Pani (Oristano) Alessandro Ghetti (Bologna) |
| Crono:   | Stefano Mestieri (Finale Emilia)                                                 |

| |           |  |
| Honorio 5'12'’ Taborda 12'49'’ Marcelinho 15'47'’ Mancuso 17'09'’, 34'54'’ Borruto 25'19'’ Caputo 28'39'’ | Marcatori |  |

| Arbitri: | Ferruccio Prisma (Crotone) Fabrizio Burattoni (Lugo di Romagna) Lorenzo Cursi (Jesi) |
| Crono:   | Ciro Oliviero (Pesaro)                                                               |

|                    |           |                                                    |
| Sviercoski 33'41'’ | Marcatori | 4'57'’ Kaká 13'50'’ Jefferson 39'48'’ Chimanguinho |

### Finale
| Arbitri: | Giuseppe Parente (Como) Riccardo Davì (Bologna) Angelo Galante (Ancona) |
| Crono:   | Natale Mazzone (Imola)                                                  |

| |                      | |
| Rafinha 18'32'’ Taborda 29'08'’ (aut.) Chimanguinho 47'40'’ | Marcatori            | 4'57'’ Mancuso 26'37'’, 41'19'’ Borruto |
| Kaká Jeffe Alemão | Tiri di rigore 3 – 2 | Marcelinho Taborda Mateus |
| · Davide Putano · Rafinha · Jefferson · Alemão · Kaká · Matteo Esposito · Davide Stentella · Diego De Michelis · Jeffe · Joãozinho · Chimanguinho · Giuseppe Micoli | Formazioni           | · Michele Miarelli · Felipe Tonidandel · Humberto Honorio · Pablo Taborda · Marcelinho · Ricardo Caputo · Paolo Del Grosso · Giuliano Fortini · Cristian Borruto · Mateus Garcia · Mancuso · You Nouss Guennounna |
| David Festuccia | Allenatori           | Fulvio Colini |